# Leah Thomas
Leah Thomas (Santa Clara, Califòrnia, 30 de maig de 1989) és una ciclista estatunidenca. Professional des del 2015, actualment milita a l'equip Trek-Segafredo.
La seva victòria més destacada fou el campionat estatunidenc en contrarellotge.

## Palmarès
- 2016
  - Vencedora d'una etapa al Redlands Bicycle Classic
- 2017
  - Vencedora d'una etapa al Tour de Gila
- 2018
  - 1a al Tour de Feminin-O cenu Českého Švýcarska
  - 1a a la Chrono champenois
- 2019
  - 1a als Campionats Panamericans de ciclisme en contrarellotge
  - 1a a la Volta a Escòcia i vencedora d'una etapa
  - 1a a la  Crono de les Nacions-Les Herbiers-Vendée
- 2020
  - Vencedora d'una etapa a la Setmana Ciclista Valenciana
- 2021
  - 1a al Tour de l'Ardecha i vencedora d'una etapa
- 2022
  -  Campiona dels Estats Units en contrarellotge

### Resultats a les Grans Voltes

#### Giro d'Itàlia
- 2019: 22a posició
- 2021: 16a posició
- 2022: 24a posició

#### Tour de França
- 2022: 53a posició